# Pol Van Den Driessche
Pol Van Den Driessche (Oudenaarde, 22 juni 1959) is een Belgisch ex-journalist, schrijver en politicus.

## Biografie

### Jeugd
Hoewel hij in Oudenaarde werd geboren, groeide hij op in Brugge.
Van Den Driessche startte zijn schoolcarrière in de basisschool van het Onze-Lieve-Vrouwecollege te Assebroek. Tijdens zijn vroege adolescentie verbleef hij een tijd op het internaat van het Sint-Tarcisiusinstituut te Sint-Michiels bij de Broeders van Liefde. Zijn hoger secundaire opleiding volgde hij in het Glorieux-instituut te Oostakker. Omdat het gezin het financieel niet breed had doordat vader Van Den Driessche in 1970 overleed, kon Van Den Driessche rekenen op een studiebeurs. Tijdens zijn opleiding licentiaat Geschiedenis die hij van 1977 tot 1981 volgde aan de Rijksuniversiteit Gent verbleef hij in de sociale studentenhome "Boudewijn", alwaar hij voorzitter was van 1979 tot 1981.

### Beroepscarrière
In 1981 ging hij aan de slag als leraar in een school te Blankenberge en in 1982 werd hij aangeworven als vorser aan de Koninklijke Bibliotheek van Brussel. Het jaar daaropvolgend ging hij aan de slag als redacteur bij het Vlaams-nationaal weekblad Wij, alwaar hij actief was tot 1988. In die periode was hij ook gemeenteraadslid voor de Volksunie te Brugge, een functie die hij uitoefende van 1983 tot 1988.
In 1988 was hij een tijdlang adviseur en woordvoerder van toenmalig vicepremier Hugo Schiltz. Maar datzelfde jaar nog ging hij aan de slag als eindredacteur en politiek journalist bij De Standaard. Deze job oefende hij uit tot hij in 1995 werd aangesteld als hoofdredacteur van Het Nieuwsblad/De Gentenaar. Ook was hij van 1993 tot 1998 lid van de adviesraad die meewerkte aan de totstandkoming van de Nieuwe Encyclopedie van de Vlaamse Beweging. In 1997 werd hij ook lid van de algemene vergadering van het Archief- en Documentatiecentrum voor het Vlaams-nationalisme. In 1999 was hij korte tijd actief als communicatie-adviseur van minister Luc Van den Bossche, maar al snel keerde hij terug naar de media als hoofdredacteur van het internetproject "Headtrick Media Group". 
Na een jaar deze functie te hebben uitgeoefend ging hij in 2000 aan de slag als hoofdredacteur van de VTM-programma's "Recht van antwoord" (2000-2004), "Polspoel & Desmet" (2000-2006) en "Royalty" (2005-2007). Gelijktijdig hiermee was hij van 2002 tot 2007 actief als politiek analist bij het VTM Nieuws en was hij van 2004 tot 2007 politiek hoofdredacteur van de nieuwsdienst. Tevens was hij van 1987 tot 2006 voorzitter van de Guldensporenmarathon. Sinds 2007 is hij voorzitter van het "11 Juli-Komitee" van Brugge.
In het voorjaar van 2007 stond hij op de senaatslijst van CD&V. Hij was er tweede opvolger. Op 21 december 2007 legde Pol Van Den Driessche de eed af als senator, wat hij bleef tot in 2010. Als senator werd hij lid van de commissies Justitie en Institutionele Hervormingen. Tijdens zijn periode in de Senaat was hij van 2009 tot 2010 ook plaatsvervangend lid van de Parlementaire Vergadering van de Raad van Europa en de Assemblee van de West-Europese Unie. Bij de verkiezingen van 13 juni 2010 stond hij als lijstduwer op de CD&V-Kamerlijst in de kieskring West-Vlaanderen. Hij haalde ruim 25.000 stemmen, maar dat was net niet voldoende voor een zitje in het Kamer. Vervolgens verliet hij tijdelijk de politiek.
Vanaf 2007 was Van Den Driessche deeltijds verbonden aan de UGent als praktijkassistent bij de vakgroep Communicatiewetenschappen. Zijn mandaat liep eind 2012 af en werd niet verlengd, officieel vanwege de perceptie bij de studenten nadat hij beschuldigd werd van ongewenste intimidatie (zie verder) en omdat hij communicatiespecialist werd bij de N-VA. Sinds het academiejaar 2017-2018 is hij gastdocent aan de hogeschool Howest (Brugge) en in het academiejaar 2018-2019 werd hij in die functie ook aangesteld in de hogeschool Vives (Kortrijk).
In 2011 werkte Van Den Driessche enkele maanden opnieuw voltijds voor VTM, waar hij voor de vernieuwde versie van Het Nieuws politiek expert werd, zowel voor als achter de schermen. In februari 2011 verscheen zijn tweede roman, getiteld Mysterie in Laken, uitgegeven door Van Halewyck. Het boek belandde in maart 2011 in de top tien van best verkopende fictie in Vlaanderen.
Eind 2011 stapte Van Den Driessche terug over naar de politiek, ditmaal naar de N-VA. Hij gaf ook zijn ontslag bij VTM. De politicus zou de Brugse lijst trekken bij de gemeenteraadsverkiezingen van 2012, wat uiteindelijk niet doorging (zie hieronder). Hij werd communicatie-adviseur voor deze partij en bleef dit tot in 2019.

### Beschuldigingen van seksuele intimidatie
Op 23 juni 2010 kwam hij in opspraak toen de woordvoerster van het bisdom Brugge Van Den Driessche in een lezersbrief in het weekblad Humo van seksueel misbruik beschuldigde. De dame verontschuldigde zich later voor deze aantijging. In april 2012 publiceerde Humo een artikel onder de titel "DSK in Vlaanderen". Twee voormalige medewerksters van Van Den Driessche getuigden over seksuele intimidatie en ongewenste intimiteiten, waarna Van Den Driessche het blad voor de rechtbank aanklaagde. In 2013 werd deze klacht in de rechtbank ontvankelijk, maar niet gegrond verklaard. In het praatprogramma Reyers laat kwamen op 17 april 2012 twee journalistes getuigen over hun ervaringen met Pol Van Den Driessche. Van Den Driessche ontkende alle aantijgingen. Enkele dagen later dreigde een ex-journaliste van Het Nieuwsblad een klacht te zullen indienen, omdat ze eind jaren 90 onrechtmatig zou zijn ontslagen. Die klacht kwam er niet en haar dreiging was vooral symbolisch, want de vermeende feiten waren ondertussen ook al verjaard.
Toch werd er een vonnis geveld, met name in de dagvaarding van Van Den Driessche tegen Humo en de journaliste. De rechter stelde Van Den Driessche over de hele lijn in het ongelijk en veroordeelde hem tot de betaling van de 11.000 euro gerechtskosten. In hun vonnis stelden de rechters dat gezien het groot aantal getuigen van de seksuele intimidatie de Humo-journaliste mocht aannemen dat deze verklaringen met de waarheid strookten. Tevens stipten ze in het vonnis aan dat de vrouwen die met naam en toenaam getuigden "het risico namen op een klacht wegens laster en eerroof", maar dat zo'n klacht nooit door Van Den Driessche was ingediend. Ten slotte stelden ze dat het feit dat de getuigen geen klacht hebben ingediend hun geenszins het recht ontnam over de gebeurtenissen getuigenissen af te leggen, en dat de pers ondanks de eventuele verjaring van bepaalde feiten wel het recht had erover te berichten. Het vonnis besloot dat de getuigen ronduit geloofwaardig waren en het niet bewezen was dat hun getuigenis niet met de waarheid zou stroken.
Op 22 april 2012 stapte Van Den Driessche uiteindelijk uit de actieve politiek vanwege de, naar eigen zeggen, "aanhoudende en georkestreerde aanvallen". "Een georkestreerde en politiek geïnspireerde lynchpartij", stelde Van Den Driessche. Hij verontschuldigde zich wel voor gedrag dat ongewild als ongepast overkwam. Hij bleef communicatiespecialist voor N-VA. Hij wordt weleens de "spindoctor" van de N-VA genoemd. In 2013 verscheen zijn derde thriller "Motief: Haat" en ook dat boek stootte door tot de top 10.
Ondertussen was Pol Van Den Driessche ook gepromoveerd tot scheidsrechter van jeugdvoetbalwedstrijden. Al kort na de heisa rond zijn persoon ging Van Den Driessche weer lezingen geven en nam hij deel aan debatten, ook op radio en tv. In augustus 2014 kwam Van Den Driessche opnieuw in opspraak toen bleek dat vanaf een IP-adres gelinkt aan het partijsecretariaat zijn Wikipedia-pagina werd opgesmukt, met name een passage over vermoedelijke seksuele intimidatie door Van Den Driessche.

### Gecoöpteerd senator
In 2014 probeerde Van Den Driessche een comeback te maken in de politiek: bij de Kamerverkiezingen van 25 mei was hij lijstduwer op de N-VA-Kamerlijst in West-Vlaanderen. Ondanks 22.500 voorkeurstemmen, de op een na meeste van de lijst, werd hij niet verkozen. Door het systeem van de lijststemmen kregen hoger geplaatste kandidaten wel een Kamerzetel. Hij werd nadien door zijn partij wel aangesteld als gecoöpteerd senator in de hervormde Senaat.
Van oktober 2014 tot mei 2019 was hij voorzitter van de Belgische groep van de Interparlementaire Unie. Een maand later werd hij verkozen tot voorzitter van de Senaatscommissie voor de Transversale Aangelegenheden - Gemeenschapsbevoegdheden en van januari tot mei 2019 was hij  effectief lid van de Parlementaire Vergadering van de Raad van Europa.
Van Den Driessche bleef gecoöpteerd senator tot aan de verkiezingen van mei 2019. Hij besloot niet op te komen bij de verkiezingen dat jaar.

### Gemeenteraadsverkiezingen 2018 en 2024
In november 2016 werd hij aangeduid als lijsttrekker in Brugge voor de gemeenteraadsverkiezingen in 2018, ten koste van Ann Soete, die dezelfde plaats ambieerde. Daarom nam hij in diezelfde periode ontslag als woordvoerder van Cercle Brugge, een functie die hij sinds 2007 uitoefende. Ook werd hij in 2007 bestuurslid van de voetbalclub.
De N-VA ging bij de verkiezing in Brugge met ruim 8 procentpunt achteruit, wat als een nederlaag werd beschouwd. Van Den Driessche haalde zelf 3408 voorkeursstemmen. Wel ging hij in de Brugse gemeenteraad zetelen.
Bij de gemeenteraadsverkiezingen van 2024 stond hij lijstduwer op de N-VA-lijst in Brugge. Pol Van Den Driessche werd herverkozen en nam zijn zetel opnieuw op.

### Medewerker Jan Jambon
In oktober 2019 werd hij communicatieadviseur en diplomatiek adviseur van de pas ingezworen Vlaamse minister-president Jan Jambon. Van Den Driessche bleef dit tot aan het einde van het minister-presidentschap van Jambon in september 2024. Hij werd directeur communicatie van Jambon toen die minister werd in de regering-De Wever in februari 2025.

## Publicaties
- Volk, word staat. Zestig keer op bedevaart naar de IJzer (1988)
- Manu Ruys, waarnemer in de stroomversnelling (1989)
- Albert II, koning na Boudewijn (1995, in samenwerking met Luc Neuckermans)
- Koning en Onderkoning (2001, in samenwerking met Gui Polspoel)
- Albert II Tien jaar koning (2003, in samenwerking met Brigitte Balfoort en Barend Leyts)
- Over leven in de Wetstraat. 25 jaar politiek journalist (2007)
- Moord in de Senaat (2009)
- Mysterie in Laken (2011)
- Motief: Haat (2013)